# Velká vlna u pobřeží Kanagawy
Velká vlna u pobřeží Kanagawy (japonsky 神奈川沖浪裏, Kanagawa-oki nami ura), také známý jako Velká vlna, nebo prostě jen Vlna, je dřevotisk japonského umělce Hokusaie Kacušiky. Toto dílo bylo vydáno někdy mezi lety 1829 a 1833 v pozdním období Edo jako první otisk v Hokusaiově sbírce 36 pohledů na horu Fudži. Jedná se o Hokusaiovo nejslavnější dílo, které je zároveň jedním z nejznámějších děl japonského umění na světě.
Pravděpodobně nezachycuje vlnu tsunami, ale takzvanou rogue wave.
Velká vlna bývá považována za jedno z nejvýznamnějších japonských děl 19. století a obraz byl v mnoha kopiích vyvážen do zahraničí jako ukázka tradiční japonské kultury. Velká vlna je ale přesto ovlivněna evropským prostředím, protože modrá barva použitá na obrazu pochází z Evropy (pruská modř). Ta se do Japonska dostala po umožnění námořního obchodu.